# Gullveig (nordisk mytologi)
Gullveig är en dunkel kvinnogestalt i nordisk mytologi, som endast nämns i Valans spådom. Somliga uttolkare anser att Gullveig är identisk med Freja och att asarnas behandling av Gullveig kan ha orsakat Vanakriget. Hon är främst en personifikation av guldbegäret. Hon kommer till Asgård och gör sig till ovän med asarna. De spetsar Gullveig med spjut och hon bränns tre gånger, men hon uppstår igen varje gång. Till sist återkommer hon som Heid, vilken är urtypen för en ondskefull trollkvinna som utövar sejd.
Etmologyn bakom Gullveig är svår. "Gull" betyder guld men meningen med "'veig" är oklar, liksom fallet med andra liknande namn som "Solveig". Ibland kan "veig" betyda "guld", ibland "alkoholhaltig dryck" och ibland "styrka".
I Viktor Rydbergs Fädernas Gudasaga så har Gullveig sammanblandats med Angerboda.

## Gullveig & Heid
I vers 21 av Valans spådom så berättas det om det första kriget och om hur asarna spetsade Gullveig i Hárrs hall och brände henne. "Hárr" är enligt andra källor ett namn för Oden. För varje gång de brände henne återuppstod hon på nytt. Sedan så nämns Heid som sökte "deras hem". Heid är semantiskt kopplat till Gullveig och betyder "berömmelse" och i adjektiv form "ljus, klar". Heid beskrivs som en vida sökande häxa som förhäxade folks sinnen och blev till glädje för onda kvinnor. Därefter beskrivs Vanakriget.

## Teorier
Många forskare har genom åren föreslagit att Gullveig, Heid och Freja är en och samma och att "deras" beblandning med asarna ledde till Vanakriget. Freja är sejdkonstens gudinna och har därför en koppling till häxan Heid. Det har föreslagits att mordförsöket på Gullveig kan ha att göra med guldets korrumperande inverkan på asarna. Andra har föreslagit att Bränningen och återuppståndelsen av Gullveig som Heid är relaterad till hur Oden hängde på Yggdrasil för att lära sig runornas hemlighet och att det kan ses som en ritual. Då Freja har en koppling till Oden i form av deras liknande funktioner (båda tar döda krigare till sina hallar, båda har en nära koppling till sejd, Freja är gift med Od, vars namn är en obestämd form av Odens) är det inte helt omöjligt.